# 蓋伊-葉·韋斯特霍夫
基兒-葉·韋斯特霍夫（Gay-Yee Westerhoff，1973年6月14日—）出生於英格蘭約克郡東區赫爾，是一名女子弦樂四重奏《邦》BOND的大提琴手。

## 介紹
她是中英混血兒，她媽媽是廣東人、爸爸是英國人。她在赫爾的威克學院學習A級音樂，並擁有倫敦三聖一音樂學院的音樂榮譽學位。Westerhoff曾與Primal Scream、Spice Girls、Talvin Singh、Embrace、Sting、Bryan Adams、Barry Manilow和Vanessa-Mae等團體和音樂家一起表演。
2012年1月3日，基兒-葉.韋斯特霍夫和她交往了幾年的男朋友Russell Sapp歡迎男嬰Ulysses的出生。